# 臺灣原住民族抗荷事件
本條目列出以台灣原住民為主的抵抗荷蘭人統治的民變行動。
- 麻豆溪事件，1629年起事。
- 蕭壠社事件 (荷蘭殖民時期)，1636年起事。
- 法沃蘭社事件，1642年起事。
- 大肚王國頭目甘仔轄·阿拉米時期發生蘇米爾社事件，1644年起事。